# Anschlag in Würzburg 2021
Der Anschlag in Würzburg 2021 war ein von dem Somalier Abdirahman Jibril A., am 25. Juni 2021 in der Würzburger Altstadt begangener Amoklauf durch Messerangriffe auf mehrere Menschen. Der Täter stach zuerst in einem Kaufhaus und danach auf der Straße mit einem Messer auf die Opfer ein. Dabei tötete er drei Frauen und verletzte fünf weitere Personen schwer.

## Tathergang

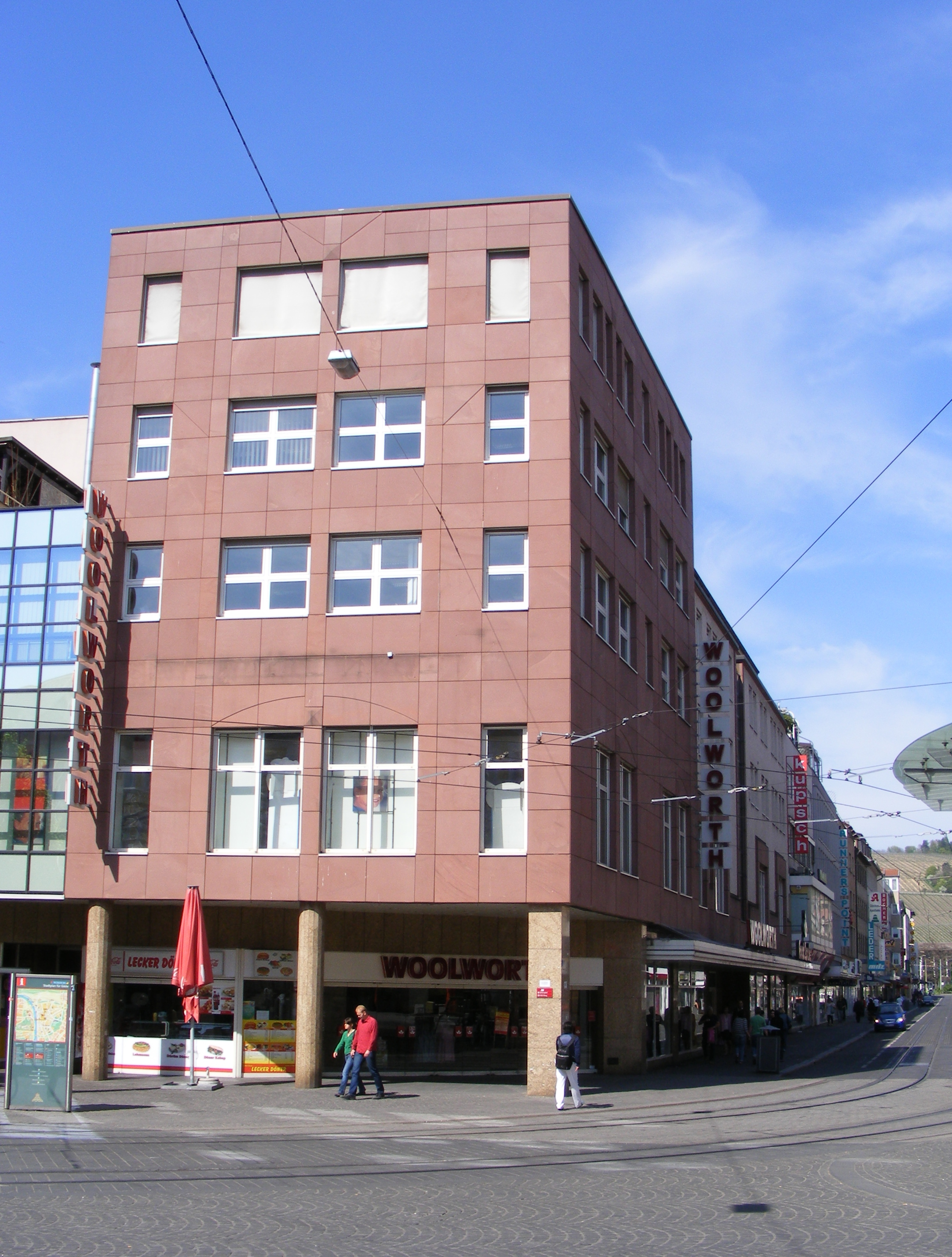
Woolworth-Filiale am Barbarossaplatz (2010)

Nach Erkenntnissen der Ermittler soll Abdirahman Jibril A. am 25. Juni 2021 gegen 17 Uhr in einem von Woolworth Deutschland betriebenen Kaufhaus eine Frau gefragt haben, wo Messer ausliegen. In der Haushaltswarenabteilung nahm er sich ein Messer und stach auf die Frau und danach auf weitere Menschen in dem Kaufhaus am Barbarossaplatz ein. Er tötete dort drei Frauen, darunter eine Mutter, die versuchte, ihre Tochter zu schützen. Er verletzte die Tochter schwer. Anschließend beging er auf der Straße und vor der gegenüberliegenden Filiale der Sparkasse Mainfranken Würzburg weitere Messerangriffe. Hier setzten sich mehrere Passanten mit Stühlen, Regenschirmen, Rucksäcken und Besen gegen den Mann zur Wehr. Vor der Festnahme filmten Passanten den Täter. Kurze Videos verbreiteten sich vor allem in sozialen Netzwerken. Alarmierte Polizisten stoppten den Messerstecher mit einem gezielten Oberschenkelschuss.
Der unterfränkische Polizeipräsident Gerhard Kallert würdigte das Eingreifen aus der Zivilgesellschaft. Hierdurch sei der schnelle Zugriff der Polizei erst möglich gewesen.
Bundesinnenminister Horst Seehofer (CSU) betonte am 26. Juni 2021 das „couragierte Eingreifen mutiger Männer und Frauen in Würzburg“, dem es mit zu verdanken sei, dass noch Schlimmeres verhindert wurde. Dieser selbstlose Einsatz verdiene höchste Anerkennung.
Chia Rabiei wurde am 24. November 2022 für seinen beherzten Einsatz mit dem XY-Preis 2022 geehrt.

## Opfer
Bei dem Anschlag wurden drei Menschen getötet und mindestens neun verletzt; alle drei Todesopfer waren Frauen.
Zum Opfer fielen die 1939 geborene Rentnerin Johanna H., die den Angreifer noch von einem Kind ablenkte; die 1972 geborene Lehrerin Christiane H. aus Brasilien, die erst Anfang des Jahres nach Deutschland eingewandert war und noch das Leben ihrer elfjährigen Tochter vor dem Angreifer retten konnte; sowie die 1996 geborene Stefanie W.
Unter den lebensgefährlich Verletzten waren drei Frauen im Alter von 73, 52 und 39 Jahren sowie ein 16-jähriger Junge und ein elfjähriges Mädchen. Eine Frau und drei Männer wurden leicht verletzt.
Unter den im Kaufhaus verletzten Menschen waren drei in den Jahren 1964, 1981 und 1994 geborene Frauen und ein 2010 geborenes Mädchen. Zwei vor dem Kaufhaus verletzte Menschen waren eine 1974 geborene Frau und ein 2005 geborenes Mädchen.

## Gedenkfeier am 27. Juni 2021

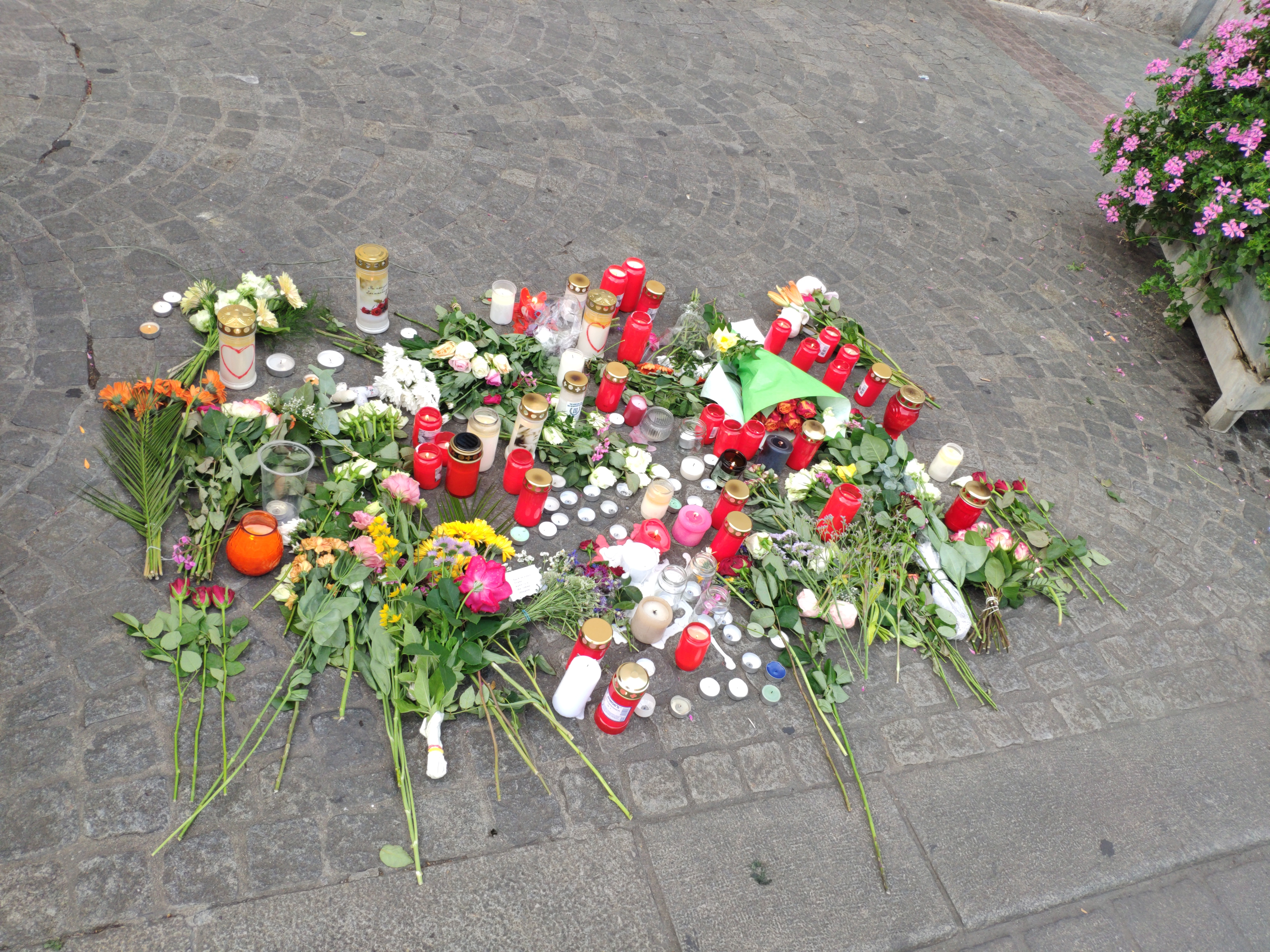
Blumen zum Gedenken an die Opfer, 26. Juni 2021

Am 27. Juni 2021 wurde der Opfer des Angriffs gedacht. An diesem Tag fand im Würzburger Dom eine Gedenkfeier für die Opfer statt.
Neben dem römisch-katholischen Würzburger Bischof Franz Jung nahmen auch Vertreter weiterer Religionen und des öffentlichen Lebens teil. Bei der Gedenkfeier waren Würzburgs Oberbürgermeister Christian Schuchardt (CDU), der Präsident des Zentralrates der Juden in Deutschland Josef Schuster, die evangelische Regionalbischöfin Gisela Bornowski und Vertreter der muslimischen Gemeinden anwesend.
Am Tatort in der Innenstadt legten Schuchardt und Bayerns Ministerpräsident Markus Söder (CSU) einen Kranz nieder.

## Täter
Nach Polizeiangaben handelt es sich um einen in Mogadischu geborenen Somalier namens Abdirahman J. A., der als Flüchtling im Mai 2015 nach Deutschland kam und Asyl beantragte. Er reiste nach eigenen Angaben von Italien nach Deutschland ein, nachdem er zuvor über Nordafrika und das Mittelmeer nach Italien gelangt war. Seinen Asylantrag begründete Abdirahman J. A. damit, dass er von der islamistischen Terrororganisation al-Shabaab verfolgt und bedroht werde. Er habe einen Handgranatenanschlag der Islamisten vereitelt und fürchtete deshalb um sein Leben. Am 6. Mai 2015 befand er sich im Zuständigkeitsbereich der Außenstelle Chemnitz des Bundesamts für Migration und Flüchtlinge. Später für ihn zuständig war wegen eines Umzugs das Landratsamt des Erzgebirgskreises, danach, aus dem gleichen Grund, die Stadtverwaltung Düsseldorf. Es lagen keine Strafanzeigen gegen ihn vor. Sein Asylantrag wurde abgelehnt, er erhielt aber einen subsidiären Schutz. Seitdem hielt er sich legal in Deutschland auf. Er lebte in Sachsen und zog im September 2019 nach Würzburg um. Dort wohnte er in einer Obdachlosenunterkunft im Stadtteil Zellerau.
Abdirahman J. A. ist nicht vorbestraft. Er war zweimal kurzzeitig zwangsweise in psychiatrischer Behandlung, zuletzt etwa einen Monat vor der Tat, nachdem er einen Personenkraftwagen zum Anhalten gezwungen, sich hineingesetzt hatte und nicht wieder aussteigen wollte. Nach einem Tag wurde er auf eigenen Wunsch wieder entlassen, weil die Ärzte keine Selbst- oder Fremdgefährdung feststellten. Am 12. und 13. Januar 2021 bedrohte er in Obdachlosenunterkünften in Würzburg jeweils mehrere Personen mit einem Messer; zudem beleidigte er sie. Daraufhin war er in die Psychiatrie eingewiesen worden. Dort blieb der Somalier etwas länger als eine Woche. In zwei weiteren Verfahren hatte sich das Amtsgericht Würzburg mit einer Einweisung von J. A. in eine psychiatrische Einrichtung beschäftigt, diese aber ebenfalls nicht umgesetzt. Als Begründung gab das Amtsgericht an, in einem Fall sei der Betroffene freiwillig in der Einrichtung verblieben, im zweiten Fall hätten die Ärzte kein Gefährdungspotenzial gesehen. Im Anschluss an die erste Einweisung hatte die psychiatrische Einrichtung angeregt, Abdirahman J. A. einen behördlichen Betreuer zuzuweisen. Das erste Verfahren zur Frage eines behördlichen Betreuers für Abdirahman J. A. war im April 2021 durch die Behörden eingestellt worden, da es keine ausreichenden Anhaltspunkte für das Erfordernis einer Betreuung sah. Außerdem sei der Betroffene nach seiner Entlassung aus der Psychiatrie „trotz mehrfacher Versuche nicht angetroffen“ worden. Nach Angaben der Stadt Würzburg wurde aber im Juni erneut ein Betreuungsverfahren eingeleitet, das zum Zeitpunkt des Anschlags noch nicht abgeschlossen war. Der somalische Flüchtling sollte erst noch begutachtet werden. Nach Angaben der Stadt Würzburg versuchten Sozialarbeiter seit Januar 2021 zwölf Mal, auf telefonischem und postalischem Wege sowie durch spontane Besuche in Kontakt mit Abdirahman J. A. zu kommen. Doch Hilfsangebote seien seinerseits nicht angenommen, Termine nicht eingehalten worden. Vor der Tat hatten Sozialarbeiter das letzte Mal am 23. Juni versucht, ihn persönlich anzutreffen.
Bei einer Auseinandersetzung um die Benutzung eines Kühlschranks in einer Flüchtlingsunterkunft Ende 2015 erlitten er und sein Kontrahent leichte Schnittverletzungen, wie eine Sprecherin der Staatsanwaltschaft Chemnitz am 29. Juni 2021 auf Anfrage sagte. Die Ermittlungen wegen gefährlicher Körperverletzung wurden laut Staatsanwaltschaft Anfang 2017 eingestellt, weil es den Angaben zufolge aufgrund widersprüchlicher Aussagen keinen Tatnachweis gab. Einem Hinweis eines anderen Asylbewerbers, der Täter habe im Alter von zwölf Jahren in Somalia Straftaten begangen, wurde ergebnislos nachgegangen. Wie die Münchner Ermittler mitteilten, hatte sich im Jahr 2021 bereits die Bundesanwaltschaft in Karlsruhe mit dem Täter des Würzburger Anschlags befasst. Hintergrund sei ein Zeugenhinweis aus dem Januar gewesen, wobei der Zeuge ein Telefonat des Somaliers aus einem benachbarten Zimmer mitgehört habe, wonach der Täter in den Jahren 2008 und 2009 für die islamistische Al-Shabaab-Miliz in Somalia Zivilisten, Journalisten und Polizisten getötet haben soll. Mangels Beweisen habe der Generalbundesanwalt von der Einleitung eines Ermittlungsverfahrens abgesehen, zumal der Somalier zum angeblichen Tatzeitpunkt erst elf oder zwölf Jahre alt gewesen sein soll.
Einem Bericht der Deutschen Welle zufolge erlebte der bis 2019 in Sachsen wohnende Täter während der Ausschreitungen in Chemnitz 2018 Attacken von Rechtsextremen. Er hatte einer Journalistin damals berichtet, wie er und ein afghanischer Freund von vermummten, mutmaßlich rechtsextremen Schlägern angegriffen worden seien. Er selbst habe weglaufen können, doch sein Freund sei verletzt worden. Laut der Journalistin konnte man bei dem Treffen die Verletzungen des Freundes noch sehen. Der Anwalt des Somaliers bestätigte, dass einer der im Video interviewten Männer sein Mandant sei.
Am Tag nach dem Anschlag vom 25. Juni wurde gegen Abdirahman J. A. Haftbefehl wegen Verdachts auf Mord in drei Fällen, versuchten Mordes in sechs Fällen und gefährlicher Körperverletzung in einem Fall erlassen. Zu den Ermittlungen gehört auch die Frage, ob es Versäumnisse bei der psychiatrischen Behandlung gegeben haben könnte, etwa ob der Messerstecher nicht dauerhaft stationär hätte behandelt werden müssen.
Einen Tag nach der Tat wurden Hinweise zu einem islamistischen Motiv publik. So wurde berichtet, dass Abdirahman J. A. laut einem Behördenvermerk nach seiner Festnahme ausgesagt habe, mit der Tat „seinen Dschihad“ verwirklicht zu haben. Mehrere Zeugen sollen außerdem angegeben haben, sie hätten den Täter bei der Tat zweimal „Allahu Akbar“ rufen gehört. Die Polizei teilte mit, in seiner Unterkunft seien Hassbotschaften auf Papier gefunden worden. Zwei Tage nach dem Messerangriff übernahm die Zentralstelle zur Bekämpfung von Extremismus und Terrorismus der Generalstaatsanwaltschaft München die Ermittlungsarbeit. Die Staatsanwaltschaft und das Bayerische Landeskriminalamt gaben jedoch an, dass bei der Durchsuchung keine Dokumente, die auf ein extremistisches Motiv schließen ließen, gefunden worden seien. Der Pflichtverteidiger des Täters gab gegenüber der Boulevardzeitung Bild an, der Somalier hätte keine Angaben gegenüber den Behörden zum Motiv getätigt. Der Anwalt gab außerdem an, dass er nicht von einer psychiatrischen Behandlung seines Mandaten wisse.
Etwa vier Wochen nach der Tat wurde Abdirahman J. A. in einer psychiatrischen Klinik untergebracht.

## Politische Reaktionen
Der bayerische Ministerpräsident Söder kündigte eine Trauerbeflaggung an.
Der Würzburger Bischof Jung zeigte sich bestürzt: „Ich bin zutiefst erschüttert über diese abscheuliche Gewalttat“, sagte er einer Mitteilung seines Bistums zufolge. „Im Gebet bin ich mit den Opfern und deren Angehörigen verbunden“.
Joachim Herrmann (CSU), Bayerischer Staatsminister des Innern, sprach von einem „brutalen Mord“. Er sieht einen „eklatanten Verdacht“ auf einen islamistischen Hintergrund. „Es spricht sehr viel angesichts dessen, was wir aufgefunden haben, dafür, dass es sich um eine islamistisch motivierte Tat handeln könnte“
„Die Verbrechen Einzelner sind aber niemals auf Bevölkerungsgruppen, Religionen, Staatsangehörigkeiten zurückzuführen“, appellierte Oberbürgermeister Schuchardt in einem offenen Brief an die Würzburger. „Auch wir Deutsche wurden nach dem Zweiten Weltkrieg nicht pauschal verurteilt. Genauso wenig gilt dies jetzt für Somalier oder generell Geflüchtete. Dieses Schubladendenken muss ein Ende haben.“
Bundespräsident Frank-Walter Steinmeier zeigte sich „erschüttert“: „Der Täter hat mit äußerster Brutalität gehandelt. Für diese menschenverachtende Tat wird er durch den Rechtsstaat zur Verantwortung gezogen“, erklärte er am 26. Juni 2021. Ganz Deutschland trauere mit den Angehörigen der Opfer.

## Prozess
Im Juli 2024 wurde das Urteil gesprochen. Der Täter gilt als schuldunfähig und wird unbefristet in einer Psychiatrie untergebracht.